# クリスティアン・マリ
クリスティアン・マリ（Christian Friedrich Mali、1832年10月6日 - 1906年10月1日）はオランダ生まれのドイツの画家である。家畜のいる風景画で知られる。

## 略歴
オランダのユトレヒトに近いDarthuizenで10人兄弟の末子に生まれた。兄に風景画家になったヤン・マリ( Johannes Cornelis Jacobus Mali: 1828-1865)がいる。姉の  ハインリーケ・マリ(Heinrike (Heinrika?) Gertrude Mali）はナイメーヘンの風景画家、ペーテルス(Pieter Francis Peters: 1818-1903)と結婚した。
父親はマリが生まれた翌年亡くなり、母親は子供たちを連れて母親の出身地のドイツのヴュルテンベルクに移った。マリは1858年までシュトゥットガルトで版画職人として働いた後。兄のヤン・マリが画家として働いていたミュンヘンに移り、画家としての修行を始めた。ミュンヘンでは1860年に同じように家畜のいる風景画を描くことになるアントン・ブライトと知り合った。イタリアを旅し、ヴェローナの都市の景観やヴェネツィアの風景、ドイツのマウルブロン修道院を描いた作品がある。
1865年にデュッセルドルフ、パリを訪れ、パリではバルビゾン派の画家コンスタン・トロワイヨンの影響を受けて、羊などの家畜のいる風景を描くようになり、動物画家として評価されるようになった。
バイエルンの摂政、ルイトポルト・フォン・バイエルンやヴュルテンベルク王国の国王から勲章を授けられ1889年に教授職の称号を与えられた。1902年にバーデン＝ヴュルテンベルク州の町、Weilheim an der Teckの名誉市民、1905年にビーベラハ(Biberach an der Riß)の名誉市民となった。
アントン・ブライトの出身地のビーベラハに、ブライトとマリの名前を冠した美術館(Braith-Mali-Museum)が創設された。 

## 作品

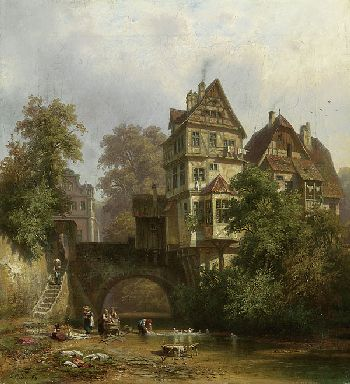
Esslingen am Neckar(1861)
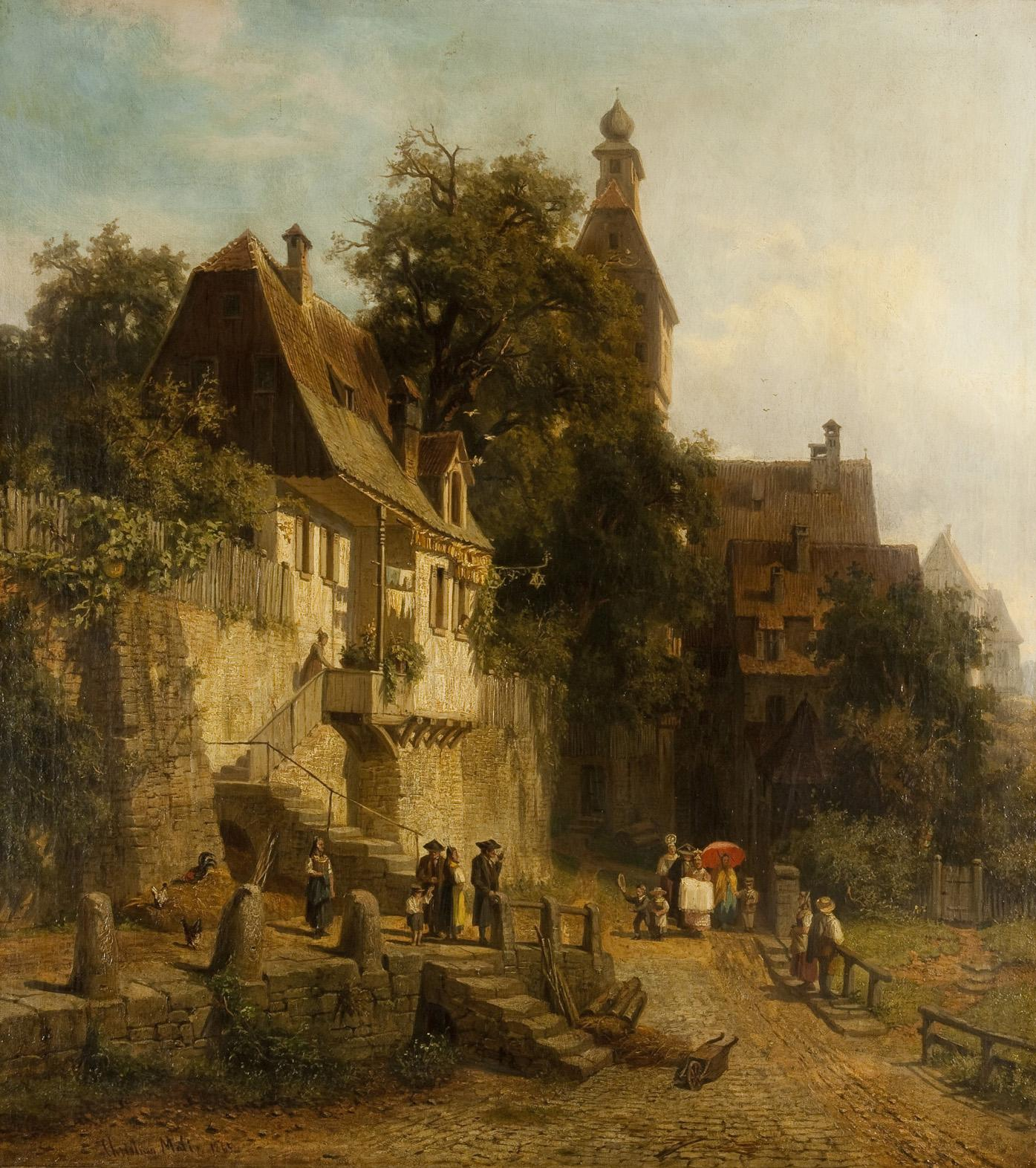
Hinterm Stadttor (1865)
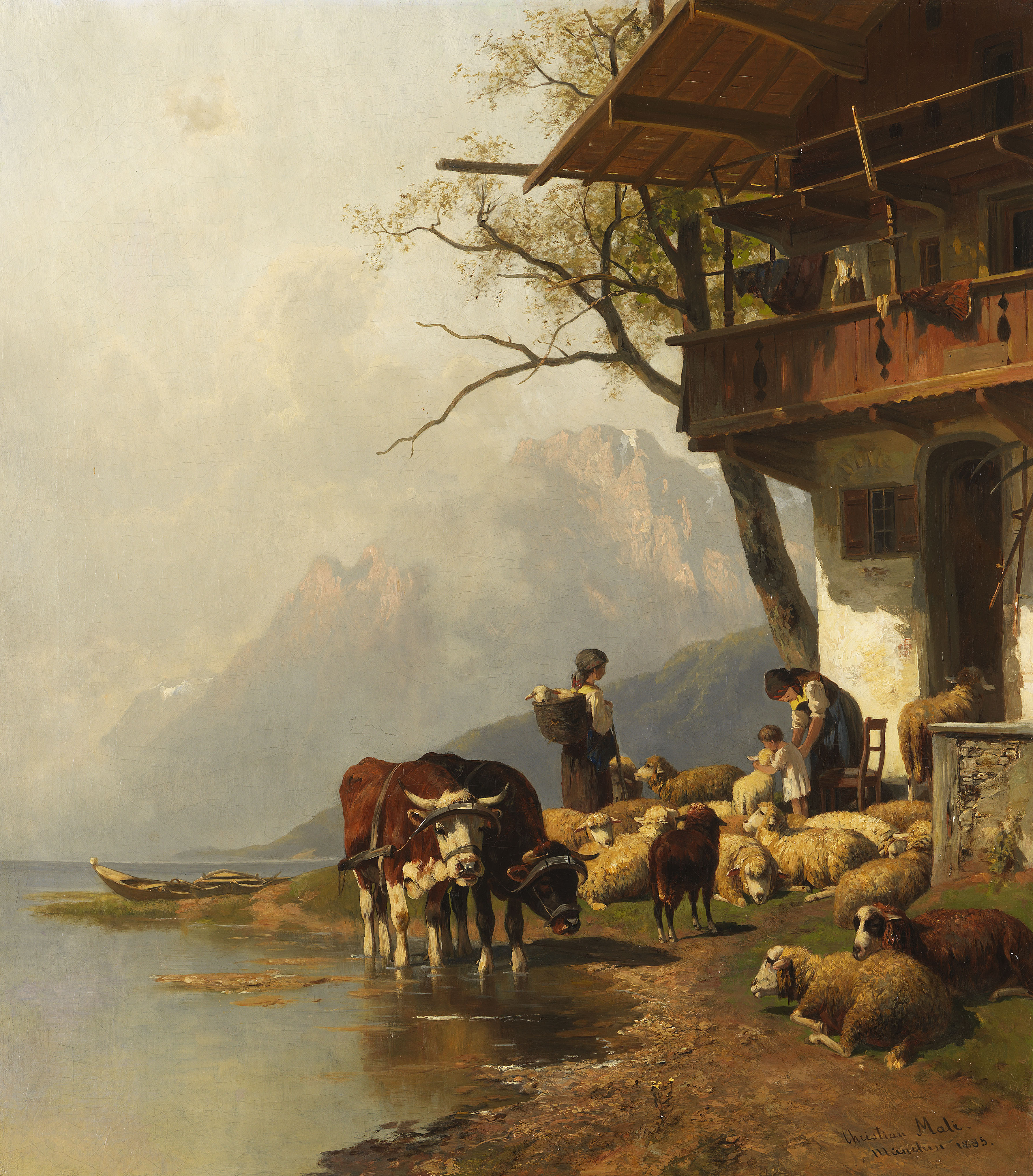
(1885)
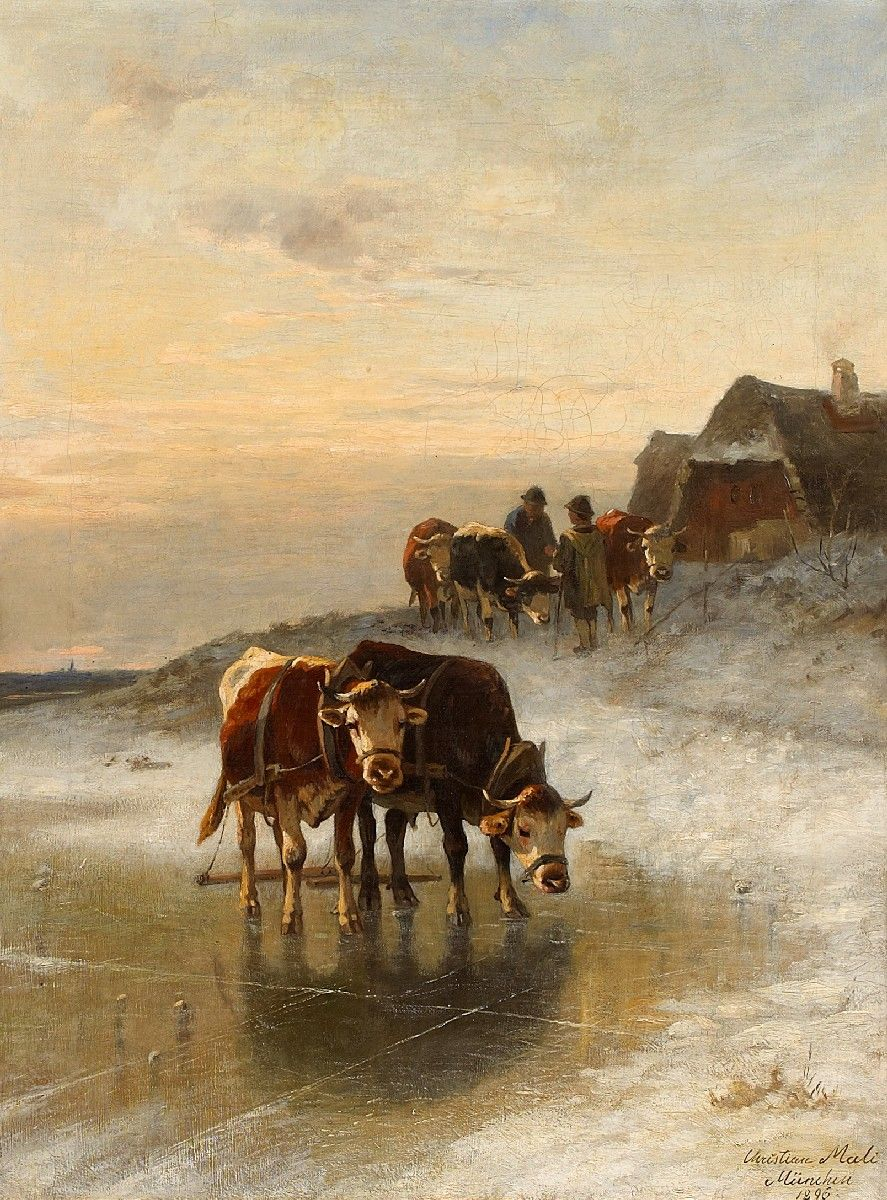
(1896)

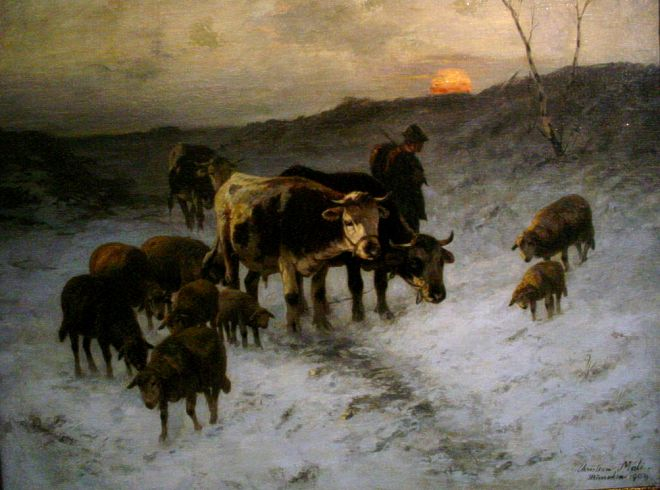
冬の朝(1904)
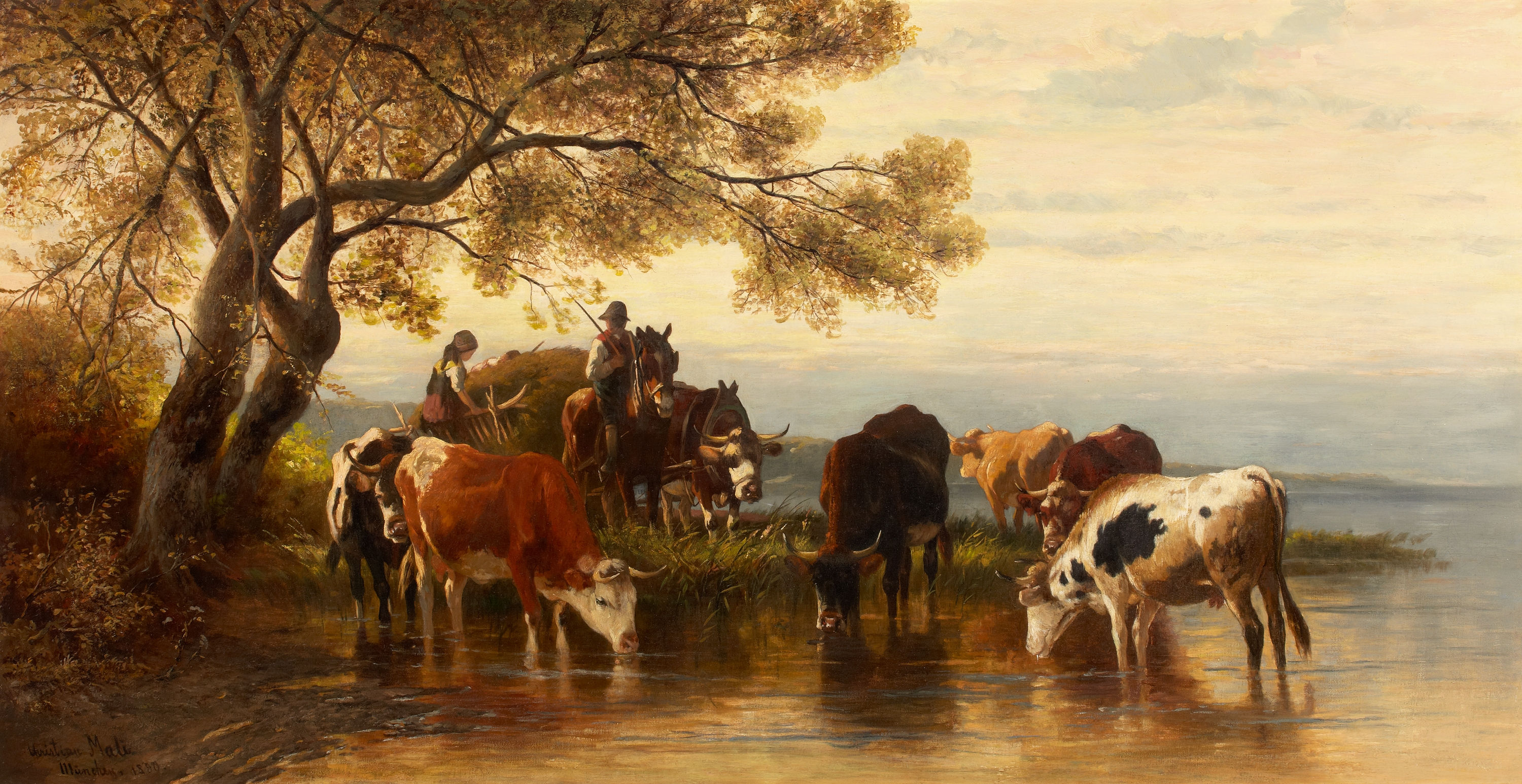
農夫と家畜のいる風景(1880)
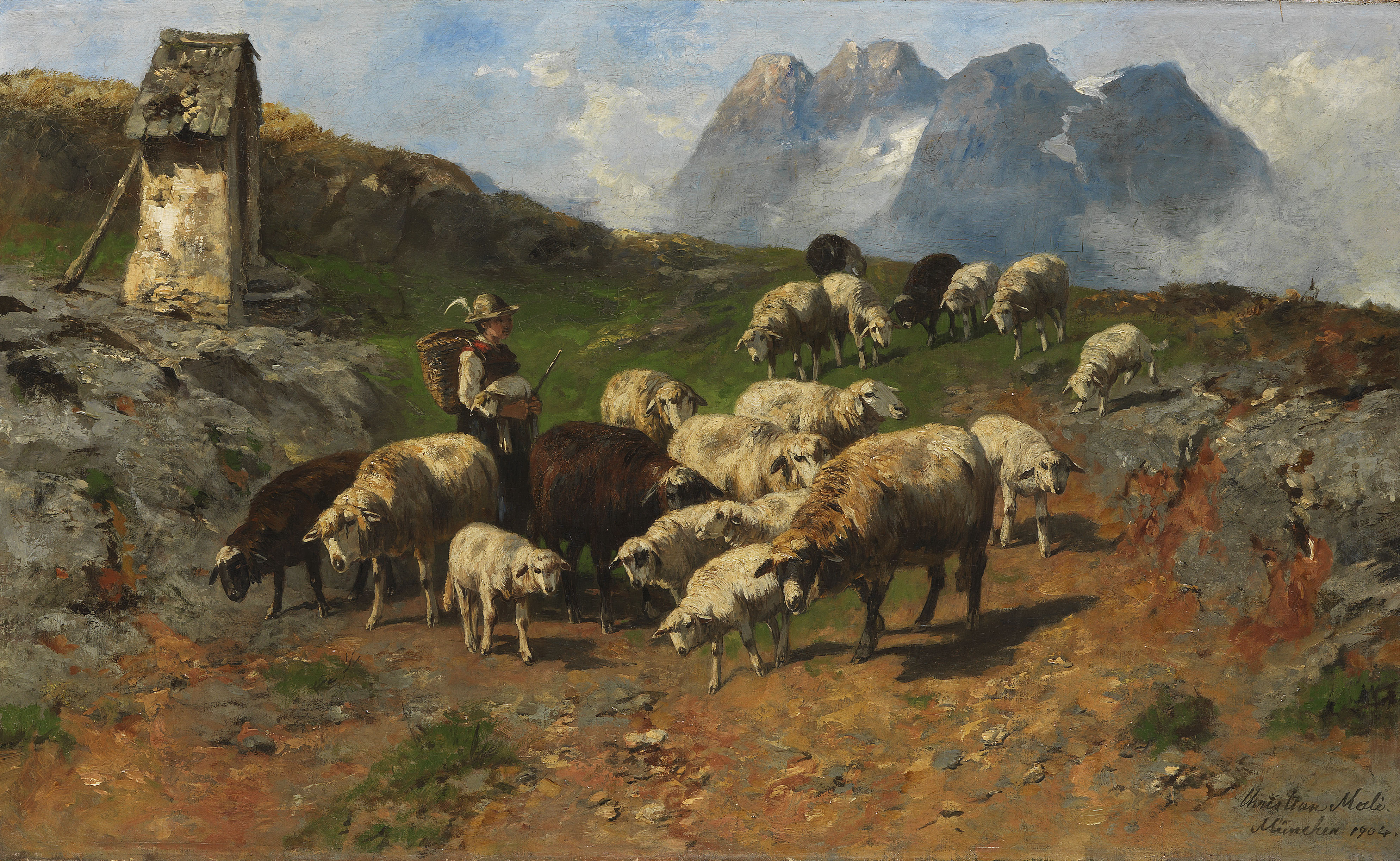
(1904)